# 中央交渉会
中央交渉会（ちゅうおうこうしょうかい）とは、明治時代に存在した院内会派（1892年4月23日－1893年3月1日）。一般には中央交渉部（ちゅうおうこうしょうぶ）という名称で知られているが、これは本部が置かれた建物名に由来する通称であり、当時の議会の資料には「中央交渉会」と記述されている。
大成会を中心とした政府（第1次松方内閣）支持の政党・会派に属する95名が結成した。古荘嘉門・太田實・津田真道・井上角五郎・末松謙澄・佐々友房・曾禰荒助らが所属する。ところが、中央交渉会の政党化を図る古荘・佐々・曾根らとこれに反対する井上・末松らが対立、結成2ヶ月後の6月22日に古荘らが西郷従道・品川弥二郎を盟主として国民協会が結成すると、同協会への合流を巡って分裂状態に陥り離脱者が続出する。その一方で国民協会は独自の院内会派を結成しなかったために、国民協会所属のまま会派だけは中央交渉会に籍をおく議員が存在するなど複雑な状態となった。後に国民協会が院内会派・議院倶楽部を設立するとほとんどが移籍してしまい、他の政党・会派に移籍する者も出た。このため、翌年にはわずか11名にまで減少してしまい、路線対立から第4議会終了と同時に残った全議員が離脱したために自然消滅した。